# Aulacophora quadrispilota
Aulacophora quadrispilota là một loài bọ cánh cứng trong họ Chrysomelidae. Loài này được Fabricius miêu tả khoa học năm 1781.